# Sigan al líder

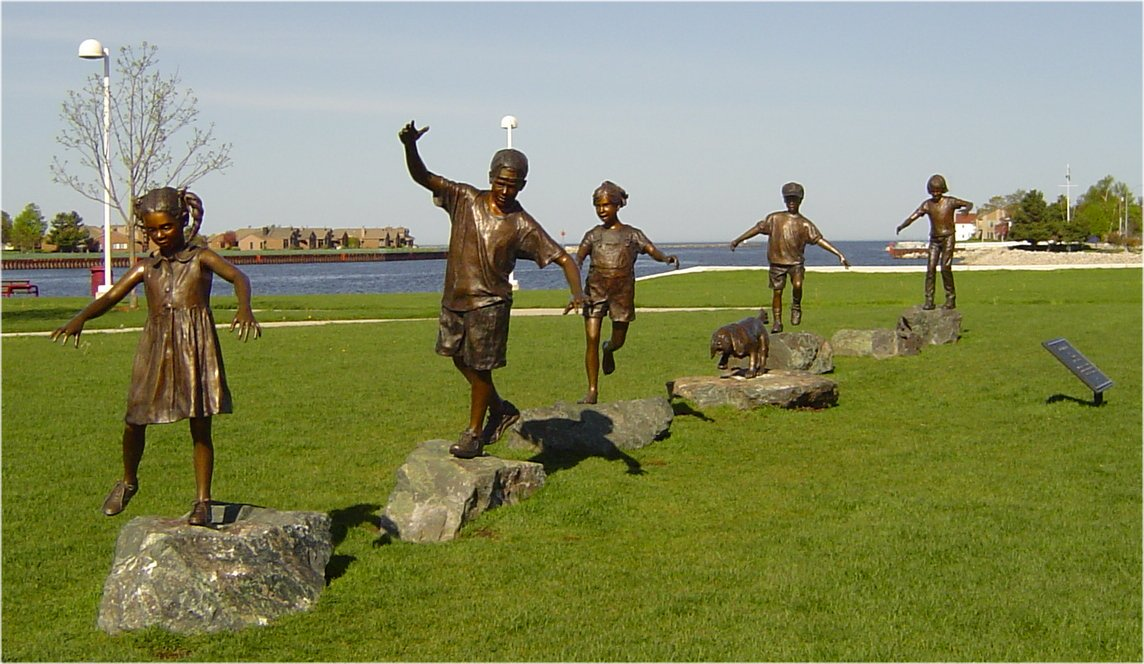
Escultura representando el juego

Sigan al líder o el monito mayor es un juego de imitación.
- Se elige a un jugador para hacer de “líder” o “monito mayor” y todos los demás se colocan en fila india detrás de él. El líder empieza a caminar y todos la siguen imitando los gestos que vaya haciendo y siguiendo el recorrido que marque.

- A lo largo del camino puede ir saltando, corriendo, agachándose y pasando por diferentes sitios intentando despistar al resto de jugadores. Al cabo de un rato cede el sitio, se pone al final de la cola y se vuelve a jugar con un nuevo líder.

- Existe una variación en la que el líder es llamado madre, en el que se canta, Lo que hace la madre hacen los hijos.